# Jan Fransson
Jan Axel Algot Fransson, född 30 augusti 1939 i Marbäcks församling i Älvsborgs län, är en svensk socialdemokratisk politiker, som mellan 1979 och 1994 var riksdagsledamot för Skaraborgs läns valkrets.